# Sirusho
Sirouhi Harutyunyan (em armênio/arménio:  Սիրանուշ Հարությունյան; Erevan, 7 de janeiro de 1987) mais conhecida como Sirusho, é uma cantora armênia.

## Biografia
Cantou em público pela primeira vez, em um palco, aos sete anos. Já gravou três álbuns, entre eles Sheram e Hima, o mais recente. Já ganhou vários prêmios como,"Melhor Artista Feminina"(2005 na Armênia), "Melhor Artista Feminina"(Armenian Golden Star Awards 2007) e "Melhor Álbum do Ano" (na Armênia em 2005). Sirusho, além de cantar, compões música para vários outros artistas. Recentemente, representou a Armênia no Festival Eurovisão da Canção 2008, onde cantou a música Qele, Qele (vamos!, em armênio).